# South Park (16.ª temporada)
A décima sexta temporadada da série de desenho animado estadunidense South Park, estreou na Comedy Central em 14 de março de 2012 e terminou em 7 de novembro de 2012. Foi também a última temporada a conter 14 episódios. Parker também foi o diretor e escritor para todos os episódios.